# Campionati europei di corsa in montagna 2016
I XXII Campionati europei di corsa in montagna si sono disputati ad Arco, in Italia, il 2 luglio 2016. Il titolo maschile è stato vinto da Martin Dematteis, mentre quello femminile da Emily Collinge.

## Uomini seniores
Individuale
| Pos.    | Atleta            | Nazione     | Tempo  |
| ------- | ----------------- | ----------- | ------ |
| Oro     | Martin Dematteis  | Italia      | 53'33" |
| Argento | Bernard Dematteis | Italia      | 53'34" |
| Bronzo  | Ahmet Arslan      | Turchia     | 54'09" |
| 4       | Andrew Douglas    | Regno Unito | 54'32" |
| 5       | Cesare Maestri    | Italia      | 54'39" |
| 6       | Jan Janů          | Rep. Ceca   | 54'42" |
| 7       | Xavier Chevrier   | Italia      | 55'08" |
| 8       | Christian Mathys  | Svizzera    | 55'12" |
| 9       | Julien Rancon     | Francia     | 55'30" |
| 10      | Robert Krupička   | Rep. Ceca   | 55'43" |

Squadre
| Pos.    | Squadra     | Punti |
| ------- | ----------- | ----- |
| Oro     | Italia      | 8     |
| Argento | Rep. Ceca   | 29    |
| Bronzo  | Regno Unito | 33    |

## Uomini juniores
Individuale
| Pos.    | Atleta                      | Nazione | Tempo  |
| ------- | --------------------------- | ------- | ------ |
| Oro     | Ferhat Bozkurt              | Turchia | 39'00" |
| Argento | Davide Magnini              | Italia  | 39'35" |
| Bronzo  | Mustafa Göksel              | Turchia | 39'36" |
| 4       | Daniel Pattis               | Italia  | 40'05" |
| 5       | Maximilien Drion du Chapios | Belgio  | 40'25" |
| 6       | Abdülmüttalip Kervan        | Turchia | 40'59" |
| 7       | Mathieu Jacquet             | Francia | 41'14" |
| 8       | Johann Baujard              | Francia | 41'29" |
| 9       | Robin Faricier              | Francia | 41'59" |
| 10      | Sylvain Cachard             | Francia | 41'59" |

Squadre
| Pos.    | Squadra | Punti |
| ------- | ------- | ----- |
| Oro     | Turchia | 10    |
| Argento | Italia  | 20    |
| Bronzo  | Francia | 24    |

## Donne seniores
Individuale
| Pos.    | Atleta                  | Nazione     | Tempo  |
| ------- | ----------------------- | ----------- | ------ |
| Oro     | Emily Collinge          | Regno Unito | 43'41" |
| Argento | Alice Gaggi             | Italia      | 44'08" |
| Bronzo  | Sara Bottarelli         | Italia      | 44'24" |
| 4       | Pavla Schorna-Matyásová | Rep. Ceca   | 44'31" |
| 5       | Silvia Schwaiger        | Slovacchia  | 44'33" |
| 6       | Valentina Belotti       | Italia      | 45'17" |
| 7       | Heidi Dent              | Regno Unito | 45'28" |
| 8       | Lucie Maršánová         | Rep. Ceca   | 45'40" |
| 9       | Christel Dewalle        | Francia     | 46'10" |
| 10      | Domenika Mayer          | Germania    | 46'16" |

Squadre
| Pos.    | Squadra     | Punti |
| ------- | ----------- | ----- |
| Oro     | Italia      | 11    |
| Argento | Regno Unito | 21    |
| Bronzo  | Rep. Ceca   | 31    |

## Donne juniores
Individuale
| Pos.    | Atleta             | Nazione     | Tempo  |
| ------- | ------------------ | ----------- | ------ |
| Oro     | Michaela Stránská  | Rep. Ceca   | 18'03" |
| Argento | Giulia Zanne       | Italia      | 19'08" |
| Bronzo  | Heidi Davies       | Regno Unito | 19'09" |
| 4       | Łucja Wiktorowicz  | Polonia     | 19'11" |
| 5       | Scarlet Dale       | Regno Unito | 19'34" |
| 6       | Nada Balcarczyk    | Germania    | 19'44" |
| 7       | Agathe Thibert     | Francia     | 19'55" |
| 8       | Francesca Franchi  | Italia      | 19'57" |
| 9       | Kateřina Maternová | Rep. Ceca   | 20'10" |
| 10      | Laura Stark        | Regno Unito | 20'17" |

Squadre
| Pos.    | Squadra     | Punti |
| ------- | ----------- | ----- |
| Oro     | Regno Unito | 18    |
| Argento | Italia      | 27    |
| Bronzo  | Rep. Ceca   | 33    |

## Medagliere
| Posizione | Paese       | Oro | Argento | Bronzo | Totale |
| --------- | ----------- | --- | ------- | ------ | ------ |
| 1         | Italia      | 3   | 6       | 1      | 10     |
| 2         | Regno Unito | 2   | 1       | 2      | 5      |
| 3         | Turchia     | 2   | 0       | 2      | 4      |
| 4         | Rep. Ceca   | 1   | 1       | 2      | 4      |
| 5         | Francia     | 0   | 0       | 1      | 1      |